# Domenico Cieri
Domenico Cieri (Ortona, 1º febbraio 1935 – Roma, 30 aprile 2002) è stato un direttore di coro e musicologo italiano.

## Biografia
Domenico Cieri fu appassionato organizzatore di cori e di associazioni corali, a livello locale, regionale e nazionale.
Fu direttore del coro da camera I madrigalisti di Roma, del Coro Polifonico Luigi Colacicchi, del Coro da camera della Rai - Radiotelevisione Italiana, alla guida dei quali svolse un'intensa attività concertistica e divulgativa, incidendo LP e CD per le etichette Philips, FonitCetra, Stradivarius.
Si dedicò costantemente ed indefessamente alla ricerca e allo studio della polifonia rinascimentale, curando le edizioni moderne dei mottetti e dei madrigali di autori quali Pomponio Nenna, Tomás Luis de Victoria, Giovanni Giacomo Gastoldi, Philippe Verdelot. Nel 1973 fondò a Roma, dirigendola fino alla sua morte, l'Associazione culturale "Pro Musica Studium", per la quale pubblicò in diverse collane editoriali (Musica rinascimentale in Italia, Musica corale moderna, Florilegio musicale, Studi musicali romani, Esperienze e proposte didattico-musicali, Canto popolare elaborato per coro) innumerevoli composizioni per cori a voci miste e pari.
Per molti anni fu membro della Commissione artistica della Fondazione "Guido D'Arezzo" di Arezzo e del Concorso internazionale "Cesare Augusto Seghizzi" di Gorizia; fu inoltre membro della Commissione artistica della Feniarco (Federazione Nazionale Italiana Associazioni Corali Regionali) e dell'Arcum (Associazione Regionale Cori dell'Umbria); fondatore nel 1990 dell'ARCL (Associazione Regionale Cori del Lazio),ne ricoprì per molti anni la carica di presidente.Ideò e realizzò il Concorso "Egisto Macchi" dedicato ai bambini delle scuole dell'obbligo. Fu membro di giuria dei più importanti concorsi internazionali di canto corale (Arezzo, Debrecen, Gorizia, Tours, Tolosa, Varna).